# あご&きんぞう
あご&きんぞう（あごときんぞう、旧名：アゴ&キンゾー）は、太田プロダクション → オフィスマシェッラ所属のお笑いコンビ。

## 概説
渡辺プロダクションを契約解除されたザ・ハンダース残党のアゴ勇と佐藤金造で、1980年にコンビ結成。アゴは芸能界を引退してプロゴルファー試験に挑戦する予定だったが、お笑いに未練がある金造に口説かれたという。
『お笑いスター誕生』（日本テレビ）でゴールデンルーキー賞を獲得、その後10週勝ち抜き第7代グランドチャンピオンに輝く一方、『麻世の真夜中デート』（川崎麻世の冠番組、テレビ東京）などの司会や、各種営業もこなした。
1982年には『世界最強の愛のテーマ!!』（作詞：秋山道男、作編曲/プロデュース：高橋幸宏）をリリースし、テクノ歌謡マニアの注目も集めたが、燃え尽きてしまい、アゴの病気療養を理由に1984年頃消滅。
その後アゴは短期間ぶるうたすと組み、ピン芸人になって以降はアゴいさむ → アゴイサム → あご勇と改名。金造はモト冬樹（元ビジーフォー）とのコンビAJAPAで、『ザ・テレビ演芸』8代目グランドチャンピオンになったものの長続きせず、コメディアンとして大成した。
2007年の東京都知事選挙に金造が出馬した際に、あごに応援演説を求めた事から復縁し、翌2008年にあご&きんぞう名義で四半世紀振りに再結成され、浅草演芸ホールの『エンタメヒットパレード2008 vol.29』のモタレで漫才を披露した。

## メンバー
- あご勇（あごいさむ、1957年8月14日 - ）

本名：鵜沢勇。所属事務所は渡辺プロダクション → 太田プロダクション → 清水エイジェンシー → プランニング・メイ → オフィスマシェッラ/ぷろだくしょん★A組（声のみ預かり）
- 桜金造（さくらきんぞう、1956年12月29日 - ）

本名：佐藤茂樹。所属事務所は渡辺プロダクション → 太田プロダクション → エスピーボーン → イヴエンタープライズ→ (株)シンコーアソシエイツ

## 出演番組
- 『お笑いスター誕生』（日本テレビ）
- 『爆笑!!ドットスタジオ』（テレビ朝日）
- 『麻世の真夜中デート』（テレビ東京）
- 『真夜中ギンギラ大放送 アゴ&キンゾー アニマル180分』（ラジオ関西）

ほか

## ディスコグラフィー
- 『ロック・ザ・権造』（1981年）
- 『世界最強の愛のテーマ!!』（1982年）
- 『かまって音頭』（ひらけ!ポンキッキ挿入歌、オリジナルは大竹しのぶ）